# ヴェッター (ヘッセン)
ヴェッター (ヘッセン) (ドイツ語: Wetter (Hessen), ドイツ語発音: [ˈvɛtɐ]) は、ドイツ連邦共和国ヘッセン州マールブルク＝ビーデンコプフ郡の小都市である。プロイセン統治時代の州名に基づく「ヴェッター (ヘッセン＝ナッサウ)」という名称は一般には定着せず、事実上鉄道関連でのみ用いられたが、現在もこの町の駅の名称に用いられている。

## 地理

### 位置
ヴェッターは、ブルクヴァルトの西端、ヴェトシャフト川の谷に位置する。マールブルクの北、約 14 km にあたる。ビーデンコプフやダウトフェタールに接する町の西部地区はもうロタール山地内である。ザックプファイフェン＝フォアヘーエンと呼ばれるこの地域には高さ 510 m のホラーベルクがある。これが町内の最高地点である。

### 隣接する市町村
ヴェッターは、北はローゼンタール（ヴァルデック＝フランケンベルク郡）、東はラウシェンベルクおよびケルベ、南はラーンタール、南西はダウトフェタール、西はビーデンコプフおよびミュンヒハウゼン（以上いずれもマールブルク＝ビーデンコプフ郡）と境を接する。

### 市の構成
| - ヴェッター - ニーダーヴェッター - ウンターロスフェ - オーバーロスフェ - メルナウ | - トーデンハウゼン - アーメナウ - オーベルンドルフ - ヴァルツェンバッハ - トライスバッハ |

## 歴史

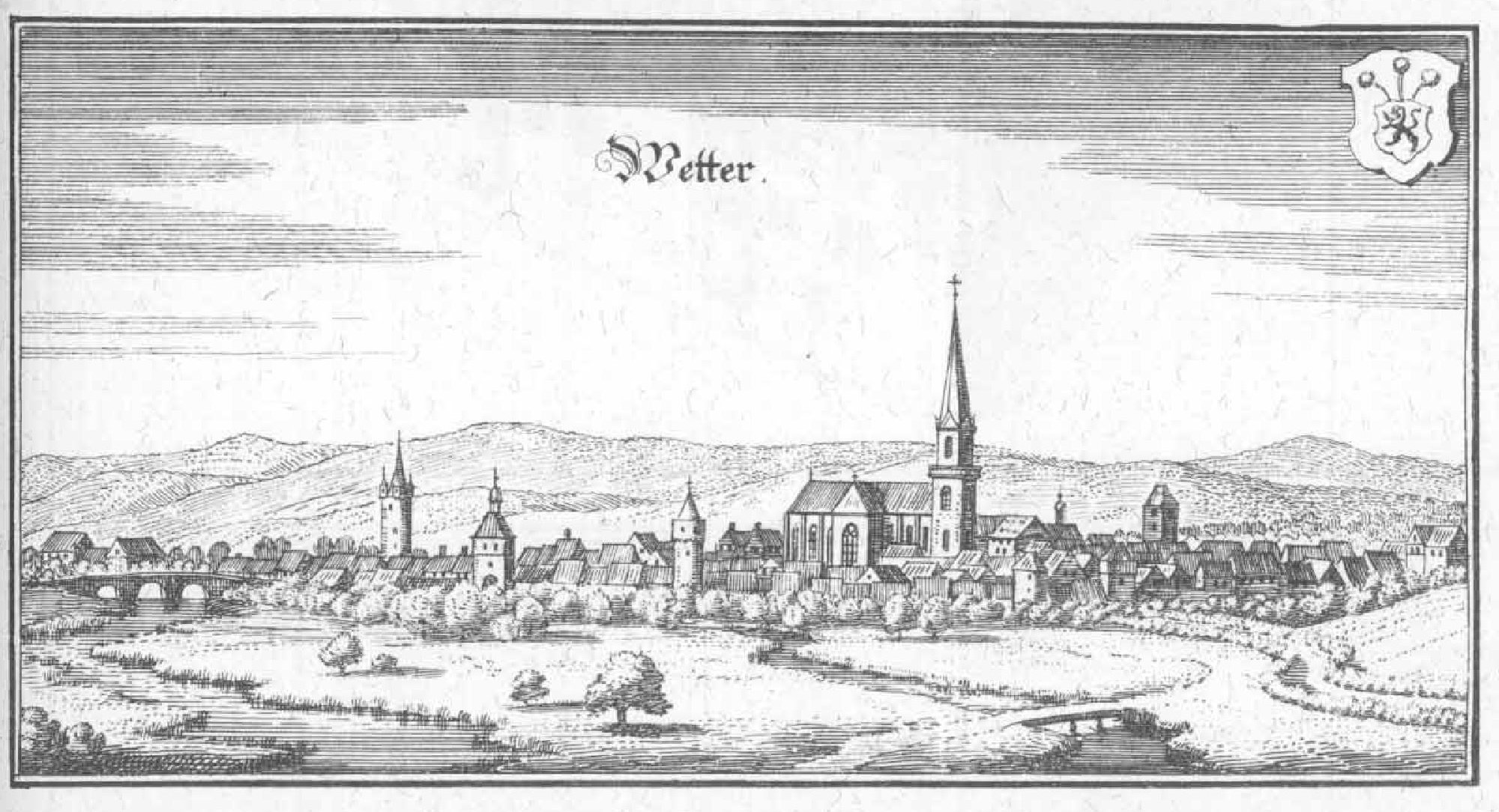
1655年に出版されたマテウス・メーリアンの銅版画に描かれたヴェッター

ヴェッターはエーバーハルディ文書（1150年 - 1160年）に初めて記録されている。この街は王領に面して発展した地区の中央に位置するカロリング朝の王廷であったと推測されている。近くのクリステンベルクにあったフランク人の城がその成立に関連している可能性もある。この街は、フランクフルト周辺地域からザクセン人の地方（パーダーボルン）へ南北に通る重要な広域通商路であったヴァイン街道（ヴァーゲン街道）の徒渉地に位置していた。考古学的発掘によってクロスターベルクの入植地は 8世紀にまで遡ることが判っている。11世紀から家畜が飼育されていたことも動物の骨が出土することで証明されている。
市場町ヴェッターは1223年に "cives" として記述されており、これによりヘッセン州で最も古い「市」の 1つとされている。1235年にはすでに 5人の市民と審判人が記録されており、都市権を有していたことが判る。
ヴェッター修道院は、おそらく 11世紀の初めに創設された。この修道院は、オットー家との関係が推測されている。この修道院は、1108年に初めて文献に記録された。修道院は、後には貴族の女性を受け容れるだけでなく、教育機関としても利用された。
エリーザベト・フォン・テューリンゲンのマールブルクでの活動や、この聖女の墓への巡礼によってマールブルクが発展するにつれ、ヴェッターの発展に陰りが生じた。その後マールブルクがドイツで最も重要な巡礼地の1つとなり、16世紀にフィリップ大学マールブルクが創設されると、ヴェッターは急速にその重要性を失っていった。度重なる火災（たとえば1622年、1626年、1629年、1649年）によって、修道院教会などのわずかな建物を残して、何度も町が焼失したこともこの街の発展の妨げとなった。

## 行政

### 議会
ヴェッターの市議会は 31議席からなる

### 首長
2012年3月4日の直接市長選挙では、当時無所属現職のカイ＝ウーヴェ・シュパンカが 70.66 %（3,134票）の票を獲得して再選され、同年7月1日から 6年間の任期に就くこととなった。

### 聖職者任命権
宗教改革の過程で、ヘッセン方伯フィリップ1世によりヴェッターの牧師の任命権は修道院が有すると定められた。これは現在市長局に引き継がれている。市当局は現在も空位の牧師職に対する候補者を教区監督官に推薦する権利を有しているのである。このため、市は教会の建物を維持管理する責任を負っている。

### 紋章
図柄: 金地（黄色地）。基部に緑の三峰の山。その上に3輪の銀（白）の花を付けた緑のユリ。その両側に2枚の傾いた小盾があり、その中にはヘッセンの獅子とマインツの輪がそれぞれ描かれている。
紋章の中に小盾として描かれているのは、かつてこの街を共同で統治したヘッセン方伯とマインツ大司教の紋章である。

### 姉妹都市
- ドイチュクロイツ（オーストリア、ブルゲンラント州）
- オーストローゼベーケ（ベルギー、ウェスト＝フランデレン州）
- ラインスドルフ（ドイツ、ザクセン＝アンハルト州ネプラ (ウンシュトルト)の市区）

## 文化と見所

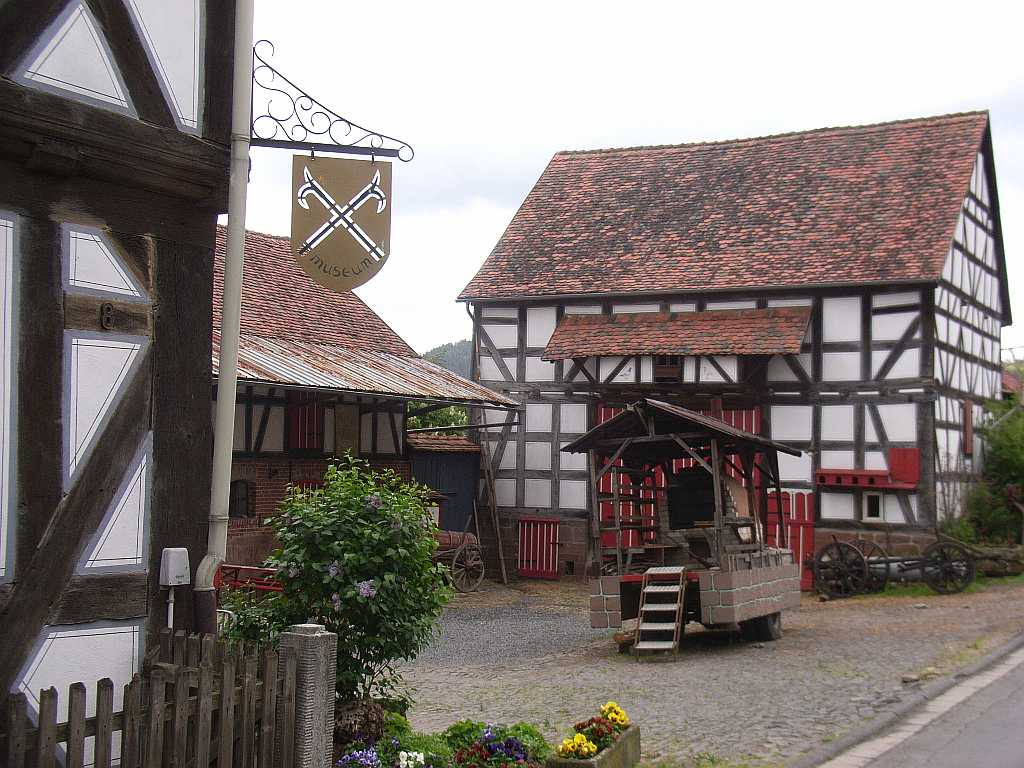
オーバーロスフェの郷土博物館

### 市立文書館
1993年に設立された市立文書館は16世紀初めの市や参事会の資料を保管している。さらに市と教会との間の連絡の手紙を収集している。重要なのは17世紀初めの役所の台帳である。いくつかの書巻は失われたヴェッター修道院の中世盛期の手書き書類であると同定されている。
ヴェッター修道院の書類は、州立文書館マールブルクに収蔵されている。

### 建造物
- 旧聖マリア修道院教会。現在はプロテスタントの教区教会である。十字型の平面を持ち、元々は塔がなく屋根の上に小塔を持っていたこのホール式教会は、おそらく13世紀半ばに着手された。西塔は、1506年に増築された。その尖塔屋根は、かつてはヘッセンで最も高い教会塔であった。この尖塔屋根は1783年に短くされ、1869年に取り外されたが、1957年から1958年に現在の尖塔屋根に葺き替えられた。1859年から1864年にかけて、この建物はゲオルク・ゴットロープ・ゲヴィッターにより総合的に修復された。多くの内部彩色は、1962年に調査の後原状を回復された。同様の彩色様式は、マールブルクの聖エリーザベト教会やハイナの修道院教会で見られる。最も重要な装備品は、13世紀に創られた木製の祭壇背後の飾り壁である。これは最も古い飾り壁の 1つに数えられる。他にも獅子の頭が付いた13世紀の洗礼盤、1466年に製作された司祭の椅子や、ヨハン・アンドレアス・ハイネマンが建造した豪華なオルガン（1763年 - 1766年）がある。23枚のステンドグラスはドイツの芸術家ハンス・ゴットフリート・フォン・シュトックハウゼンによるものである。
- 市庁舎。上階はスレート張りで、屋根裏部屋のある木組み建築で、1680年頃に建造された。地階はどっしりとしている。近年、新しい建造物が増築され、拡張された。
- 旧シナゴーグ。3階建ての正方形の平面を持つ木組み建築で、棟の上に小塔を戴いている。この建物は19世紀後半に建造された。このシナゴーグは水晶の夜に内部が破壊され、空っぽとなった。建物自体は、隣の木組み建築の民家と接して建っており、この民家を巻き添えにできないため、完全に無傷で遺された。1945年以降は、物置、家畜舎、収容施設として用いられた。そうして時間とともに老朽化したこの建物は1980年代半ばにスレートに葺き替えられた。2000年にシナゴーグは最終的に市の所有物となった。2004年から大がかりな修復工事が行われた。現在この建物は「ハウス・デア・ゲデンケンス」（追憶の館）として様々なイベント（展示会や朗読会）に利用されている。
- 民家。この街の集落の姿は、まず第一に切妻造りの木組み建築によって特徴付けられている。その多くはスレート張りあるいは漆喰塗りの建物である。1629年以前に存在していた建物のうち、2度の火災（1629年と1649年）の後まで残ったものはわずかである。この集落で最も古く、最も重要な民家群はマルクト広場の西側にある。特にマルクト7番地の建物は威厳あるものだが、1570年にヘッセンの官吏ヘルマン・ピンシエによって建設された。がっしりとした1、2階の上に木組み建築の3、4階が載る構造である。また多角形の出窓と、「1570」の銘が刻まれたルネサンス様式の玄関を備えている。マルクト11番地のかつての旅館「ツーム・エンゲル」（天使亭）も同じ頃に建てられた。この、漆喰塗りの、何度も改造を加えられた木組み建築は、銘文によれば1570年に建設された。これらの両建築よりもやや古いのがマルクト9番地の建物で、16世紀の第1三半期に建設された。ただし3階は1700年頃に増築されたものである。マルクト8番地の建物（17世紀）も注目すべきもので、その上半分はかつてオーバートーア2番地にあった古い役場を移築したものである。この建物はマルクト7番地の建物と同じようなスレート張りの出窓がある。この他に注目すべき木組み建築はクレーマーガッセ付近にもある。No.10 の建物は、やはり16世紀の第1三半期に建造されたものだが、No.14の彫刻のある板張りの建物は、梁の銘文によれば1649年の火災後の建築（1671年）である。さらに多くの家屋が古典主義様式の扉を有している。
- 2つの門がある中世の市壁跡は、主に南側と西側に遺されている。ライターガッセ沿いに1200年頃に建設された円塔がある。また、教会の東にディープス塔がある。この塔の大部分は15世紀に建造されたものであるが、その屋根は近年新しく造り直されたものである。

### 定例行事
7年に1度グレンツガングフェストが開催される。次回は2015年8月である。1939年のグレンツガングフェストの際に、ヴェッター出身のカール・アルベルトはグレンツガングの歌を作詞し、これ以後、この祭ではヴェッター市民によってこの歌が歌われる。

## 経済と社会資本

### 交通
オストヴェストファーレン＝リッペ地方からコルバッハやフランケンベルクを経由してラーンタール＝ゲッティンゲンへ至る連邦道 B252号線が市域を南北に通っている。ヴェトシャフト川の谷に位置する地区の交通渋滞解消のためにバイパス道路の建設が計画されている。しかしこの西バイパスと呼ばれる道路の建設によって重要な自然保護・近郊保養地区が破壊されるとして、強く反対されている。
ブルクヴァルト鉄道は、この街とマールブルクやフランケンベルクとを結んでいる。この鉄道を運営するクールヘッセン鉄道はフランケンベルクとコルバッハとの間の区間への継続運行再開を計画している。

## 引用
1. ↑  Hessisches Statistisches Landesamt: Bevölkerung in Hessen am 31.12.2023 (Landkreise, kreisfreie Städte und Gemeinden, Einwohnerzahlen auf Grundlage des Zensus 2011)]
2. ↑  Max Mangold, ed (2005). Duden, Aussprachewörterbuch (6 ed.). Dudenverl. p. 835. ISBN 978-3-411-04066-7
3. ↑  2011年3月27日の市議会議員選挙結果、ヘッセン州統計局（2012年5月8日 閲覧）
4. ↑  2012年3月4日の市長選挙結果 (PDF)（2012年5月8日 閲覧）